# 몸때

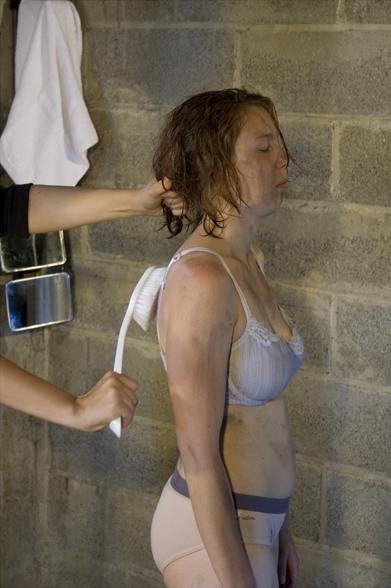

몸때(한국 한자: 垢 구)는 각질화하는 다층 표피를 가지는 척추동물의 표피에서 낡은 각질이 새 것으로 교체되며 벗겨져 떨어진 것과 피부 분비물이 서로 섞인 것이다.
척추동물 가운데, 파충류 중 상당수는 비늘 형태의 딱딱한 각질을 가지고 있기 때문에, 낡은 각질이 구장이 되지 않고 일련의 시트상에 결정된 형태로 벗겨져 탈피되는 형태로 교체된다. 하지만 조류의 다리를 제외한 체간(體幹)부분이나, 포유류의 몸 표편에서는 각질이 유연하고 작은 조각이 되어 떨어져 나간다. 특히 포유류는 피부에 각종의 분비샘이 발달해 있어, 여기로부터 나오는 분비물로 피부 표면을 적시고 있기 때문에, 사람의 때는 친숙한 점토질의 때가 되기 쉽다.